# تفاحتا
تفاحتا هي إحدى القرى اللبنانية من قرى قضاء صيدا في محافظة الجنوب.

## جغرافيتها
ترتفع تفاحتا عن سطح البحر 296 مترا، وتبعد عن العاصمة بيروت 62 كلم.
أما مساحتها فتبلغ 678 هكتارا تقريبًا.

## وصلات خارجية
الموقع الرسمي للبلدة